# Кобленц (Лоза)

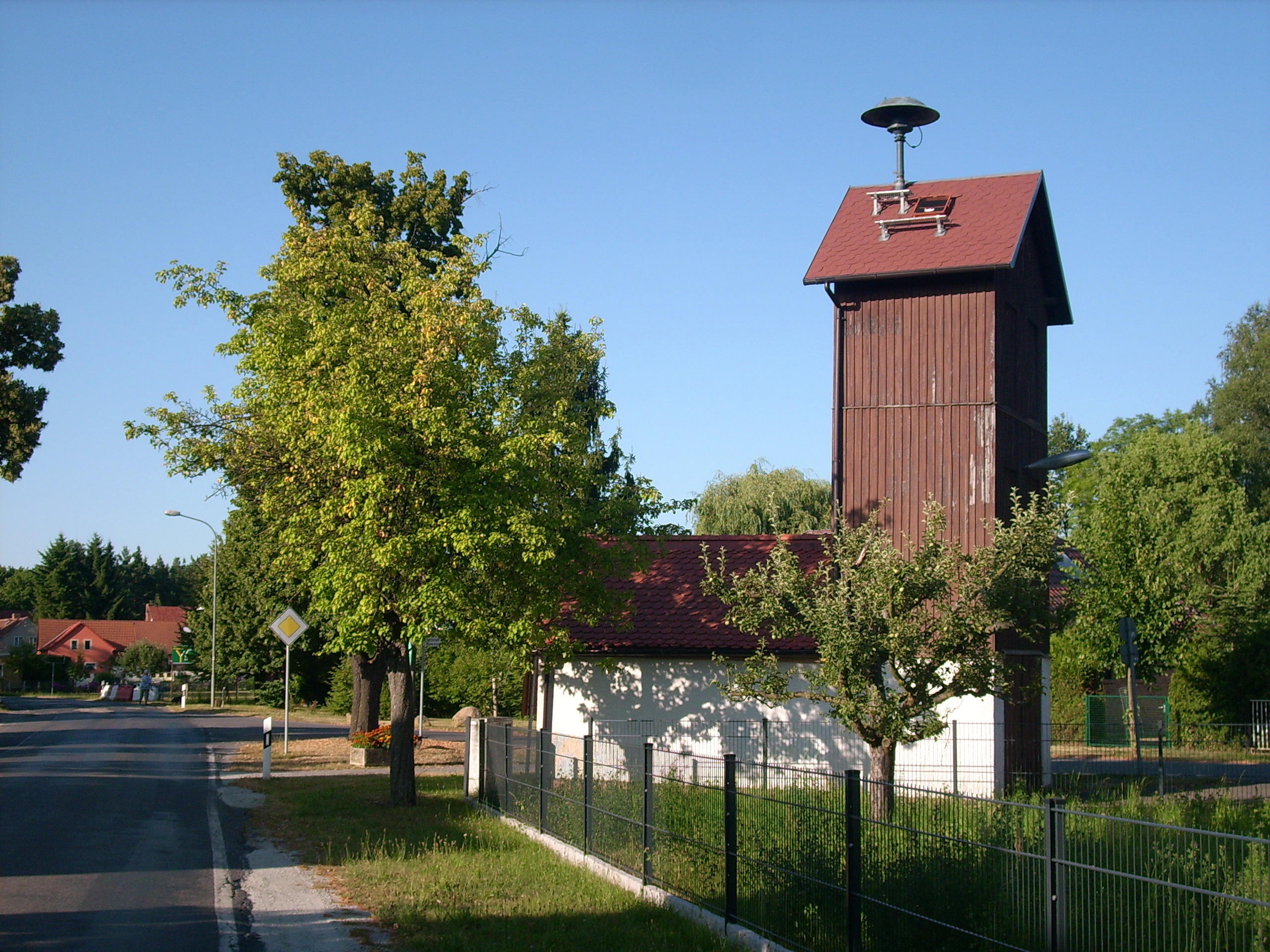

Ко́бленц или Ко́блицы (нем. Koblenz; в.-луж. Koblicyо файле) — деревня в Верхней Лужице, Германия. Входит в состав коммуны Лоза района Баутцен в земле Саксония. Подчиняется административному округу Дрезден.

## География
Находится южном берегу Горникечанского озера в южной части района Лужицких озёр и в семи километрах западнее административного центра коммуны Лоза. Недалеко на север от деревни находится озеро Чаплацы. Через деревню проходит автомобильная дорога К9207.
Соседние населённые пункты: на севере — деревня Горникецы коммуны Хойерсверда, на востоке — деревня Мортков, на юге — деревня Строжа коммуны Кёнигсварта, на юго-западе — деревня Вульке-Жджары и на западе — деревня Шченьца.

## История
Впервые упоминается в 1509 году под наименованием Cobelen.
С 2005 года входит в современную коммуну Лоза.
В настоящее время деревня входит в состав культурно-территориальной автономии «Лужицкая поселенческая область», на территории которой действуют законодательные акты земель Саксонии и Бранденбурга, содействующие сохранению лужицких языков и культуры лужичан.
Исторические немецкие наименования.
- Cobelen, 1419
- Koblitz, 1527
- Coblentz, 1732
- Coblentz, 1732
- Coblenz, 1768

## Население
Официальным языком в населённом пункте, помимо немецкого, является также верхнелужицкий язык.
Согласно статистическому сочинению «Dodawki k statisticy a etnografiji łužickich Serbow» Арношта Муки в 1884 году в деревне проживало 222 человека (из них — 222 серболужичанина (100 %)).
Лужицкий демограф Арношт Черник в своём сочинении «Die Entwicklung der sorbischen Bevölkerung» указывает, что в 1956 году при общей численности в 317 человек серболужицкое население деревни составляло 53,6 % (из них верхнелужицким языком владело 124 взрослых и 46 несовершеннолетних).
| 1825 | 1871 | 1885 | 1905 | 1925 | 1939 | 1946 | 1950 | 1964 | 1990 |
| ---- | ---- | ---- | ---- | ---- | ---- | ---- | ---- | ---- | ---- |
| 155  | 190  | 211  | 205  | 246  | 247  | 324  | 321  | 398  | 366  |